# Tympanella galanthina
Tympanella galanthina (Cooke & Massee) E. Horak – gatunek grzybów z rodziny gnojankowatych (Bolbitiaceae), należący do monotypowego rodzaju Tympanella E. Horak. 

## Systematyka i nazewnictwo
Pozycja w klasyfikacji według Index Fungorum: Tympanella, Bolbitiaceae, Agaricales, Agaricomycetidae, Agaricomycetes, Agaricomycotina, Basidiomycota, Fungi.
Po raz pierwszy takson ten zdiagnozowali w 1890 r. Cooke i Massee nadając mu nazwę Agaricus galanthinus. Obecną, uznaną przez Index Fungorum nazwę nadał mu w 1971 r. Egon Horak, przenosząc go do rodzaju Tympanella. Synonimy nazwy naukowej:
- Agaricus galanthinus Cooke & Massee 1890
- Naucoria galanthina (Cooke & Massee) Sacc. 1891

## Charakterystyka
Grzyby rozwijające się w glebie, wytwarzające naziemne owocniki o białawych, dzwonkowatych (z tępym szczytem i podwiniętym brzegiem) kapeluszach. Miąższ kapeluszy jest cienki i mięsisty, a ich powierzchnia gładka, hymenofor blaszkowy. Trzony długości ok. 7,6 cm, gładkie, cienkie, puste w środku, cylindryczne. Zarodniki eliptyczne, o wymiarach 12×6 μm. Gatunek ten występuje w Nowej Zelandii.